# Jure Kaštelan
Jure Kaštelan (Zakučac kraj Omiša, 18. prosinca 1919. – Zagreb, 24. veljače 1990.), hrvatski pjesnik i književnik.
Jure Kaštelan rodio se u Zakučcu kraj Omiša, na rijeci Cetini na obroncima Mosora. Klasičnu gimanziju pohađao je u Splitu, a od 1938. studirao je jezike i književnosti na Filozofskom fakultetu u Zagrebu. Godine 1940. objavio je u vlastitoj nakladi, s ilustracijama Ede Murtića, svoju prvu zbirku Crveni konj (1940.). U Drugom svjetskom ratu sudjeluje u obrani domovine s partizanskim snagama.
Do 1980. godine voditelj je Katedre za teoriju književnosti na Filozofskom fakultetu u Zagrebu, a neko vrijeme i lektor na Sorbonni. U početku nastavlja tradicionalni izraz hrvatske poezije koji zatim proširuje europskim vidicima (Lorca). Spoj moderniteta i narodne umjetnosti nalazimo u poemi Tifusari. Jedan je od utemeljitelja hrvatskog modernog pjesničkog izraza. Objavljivao je i članke, prozu, eseje i drame u kojima je nazočna mitska koncepcija. Prevodio je s ruskog i talijanskog. Zajedno s Bonaventurom Dudom uredio je hrvatsko izdanje Biblije (1968). Smrt ga je zatekla na mjestu ravnatelja Instituta za književnost i teatrologiju HAZU-a.

## Djela
Zbirke pjesama
- Crveni konj (1940.)
- Pijetao na krovu (1950.)
- Biti ili ne (1955.)
- Malo kamena i puno snova (1957.)
- Divlje oko (1978.)
- Pjesništvo

Ostalo
- Pijesak i pjena (1958.), drama
- Čudo i smrt (1961.) lirska proza

## Nagrade
- Vladimir Nazor
- Goranov vijenac
- Nagrada Braća Šimić za esej "Pogled u pjesmu-o lirici Mile Pešorde"[1]

## Vanjske poveznice
- Jure Kaštelan - Kratka biografija i izbor pjesama
- Izabrane pjesme u odabiru Ante Stamaća  Arhivirana inačica izvorne stranice od 17. veljače 2010. (Wayback Machine)